# Kiellinie (Kiel)

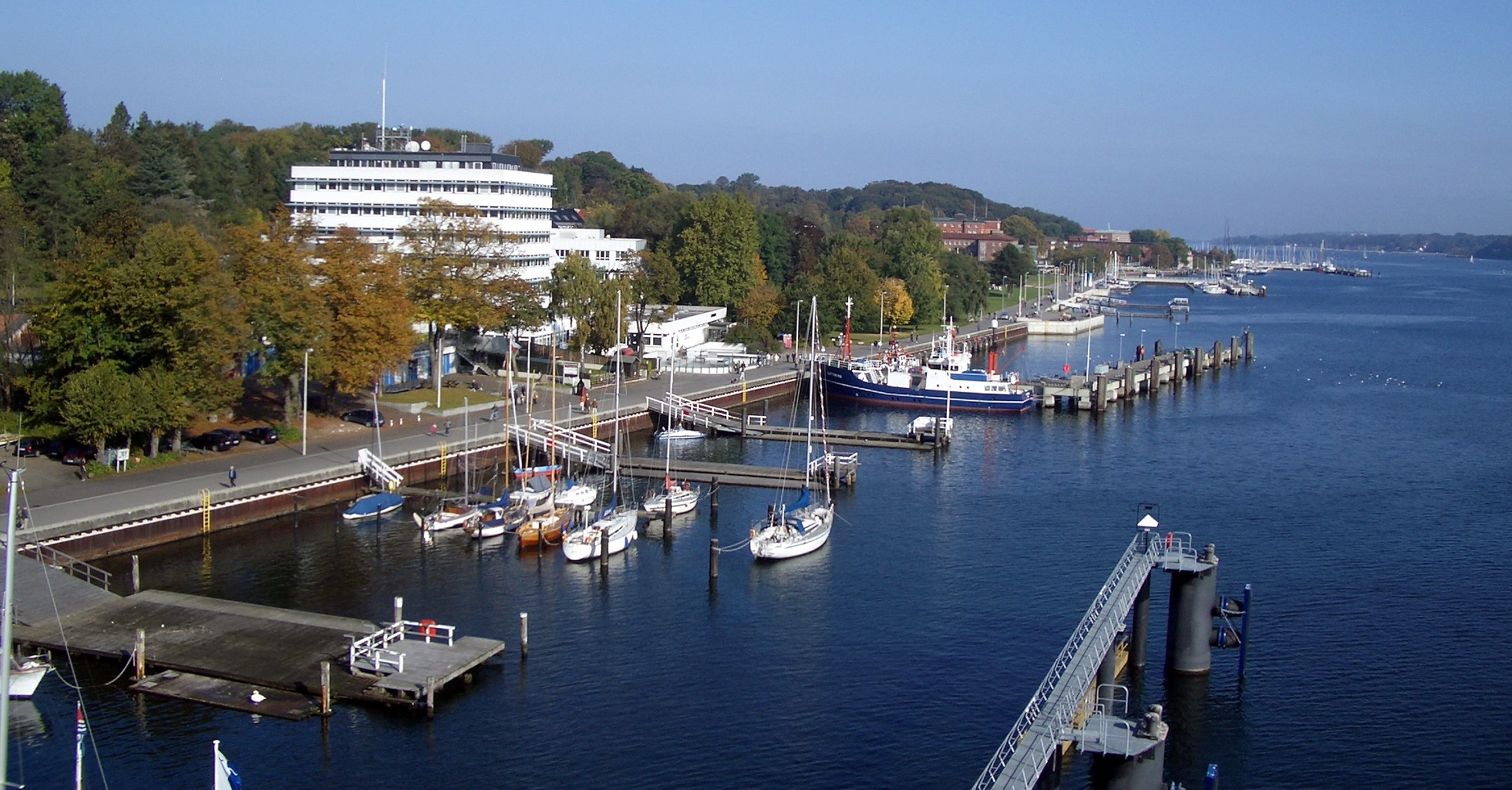
Südliche Kiellinie

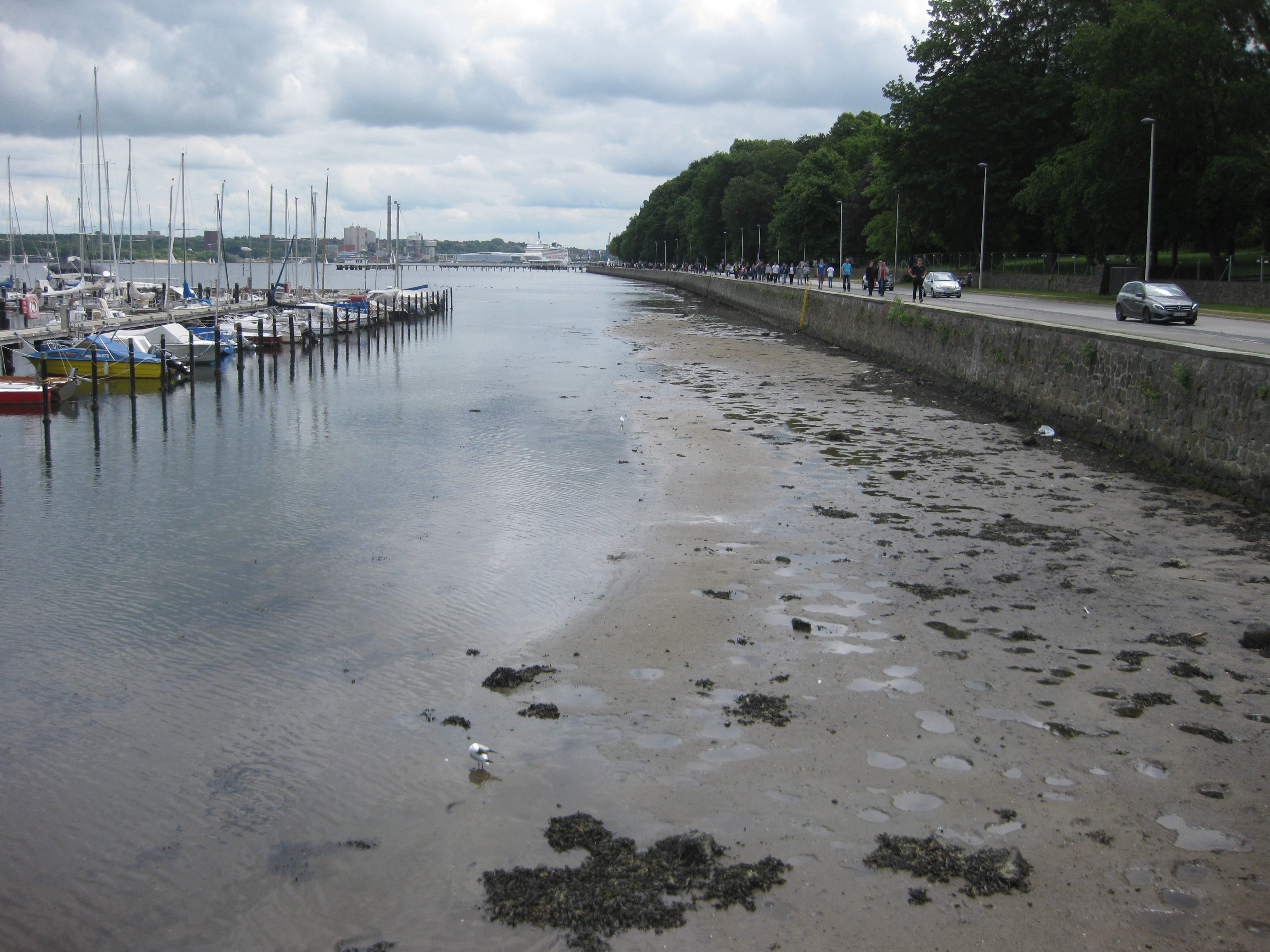
Niedrigwasser an der Kiellinie

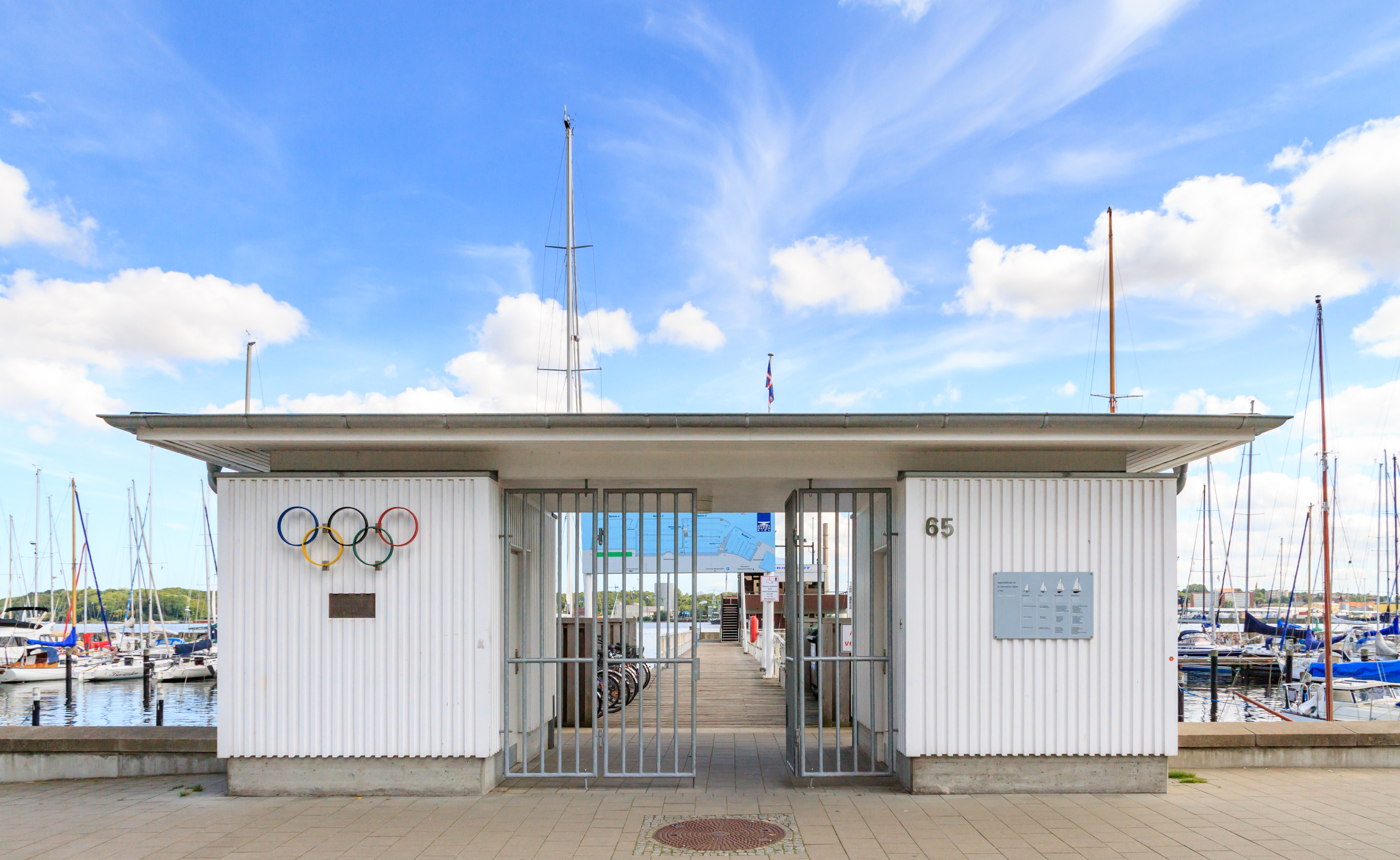
Yachthafen mit den olympischen Ringen von 1936

Die Kiellinie ist eine Promenade in den Kieler Stadtteilen Düsternbrook und Wik.

## Lage
Die Kiellinie beginnt an der Seeburg hinter dem Ostseekai (früher: Oslo-Kai). Bis 2014 endete sie an der Blücherbrücke, wo früher die Gorch Fock lag. Die Kiellinie endet seit 2014 im Stadtteil Kiel-Wik. Sie wird an der Landseite gesäumt von einer Reihe von Bootshäusern von Ruder-Vereinen, Kanuten und Seglern, dem Helmholtz-Zentrum für Ozeanforschung sowie dem Institut für Weltwirtschaft.
Die Uferpromenade ist bei Einheimischen und Gästen besonders beliebt wegen des Trubels insbesondere zur Kieler Woche, des freien Blicks auf einlaufende Kreuzfahrtschiffe und des sehr guten Ausblicks auf das Ostufer mit den Werftanlagen der German Naval Yards und der ThyssenKrupp Marine Systems (TKMS), der früheren Howaldtswerke-Deutsche Werft (HDW), und ihren großen Portalkranen, die als Wahrzeichen Kiels gelten.
Als Teil der Kieler Binnenförde ist die Kiellinie gut geschützt. Gleichwohl kann bei entsprechender Wetterlage sowohl eine lebhafte Ostsee – bis hin zur Sperrung der Kiellinie wegen Überschwemmungen – als auch ein für die Ostsee eigentlich untypisches Niedrigwasser eintreten.
Während der Kieler Woche im Juni eines jeden Jahres wurde die Kiellinie lange Jahre zur Spiellinie, da sich hier die Animationsprogramme für die Kinder konzentrierten, die 1997 teilweise und 2003 komplett auf die Krusenkoppel verlegt worden sind.

## Historische Namensgebung und Verlauf

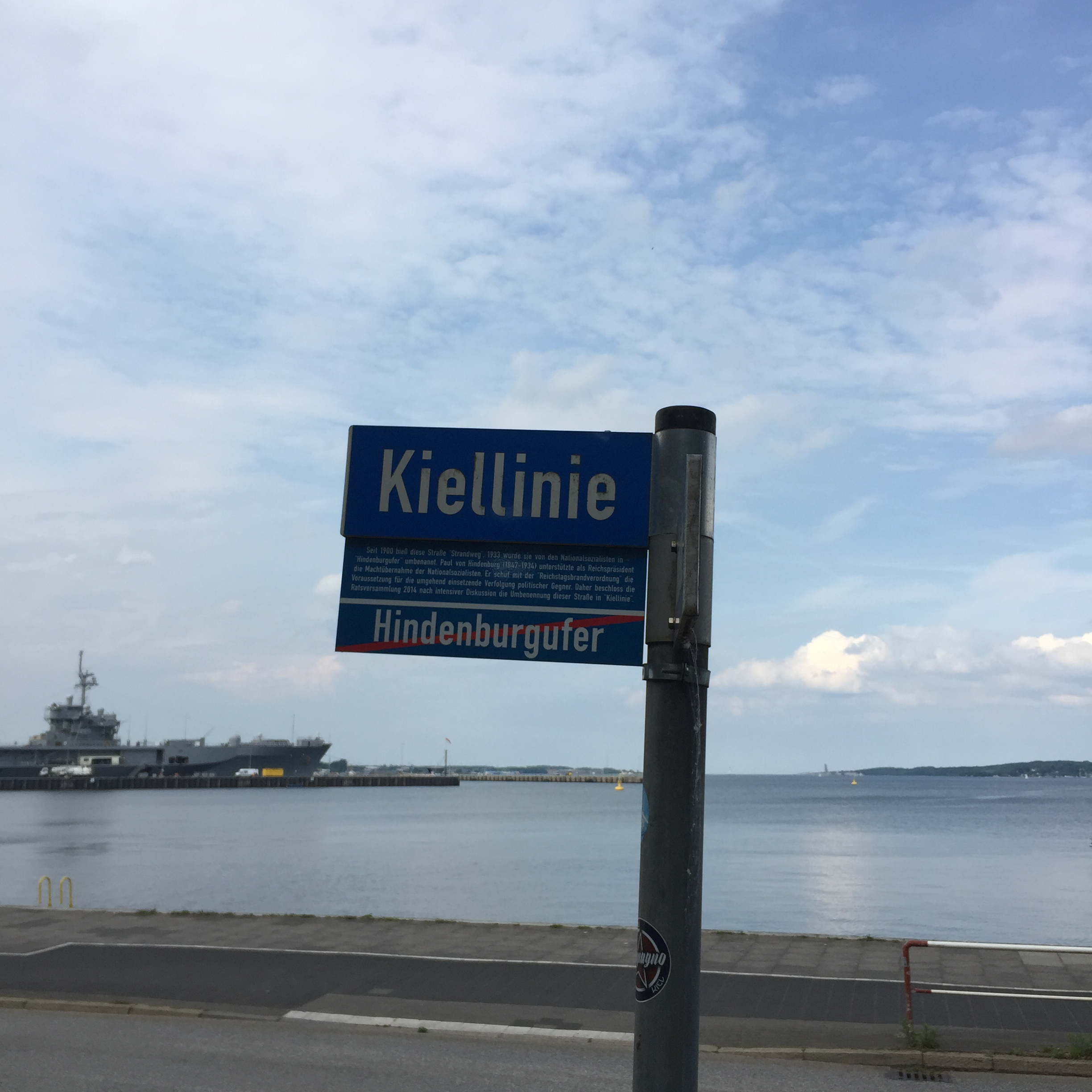

Ihren Namen trägt die Kiellinie seit 2014 auf ganzer Länge.
In der heutigen Länge existiert sie seit 1969.
Davor fehlten immer Teilabschnitte, zuletzt erbaut wurde der Bereich südlich der Reventlouallee/Reventlou-Brücke.

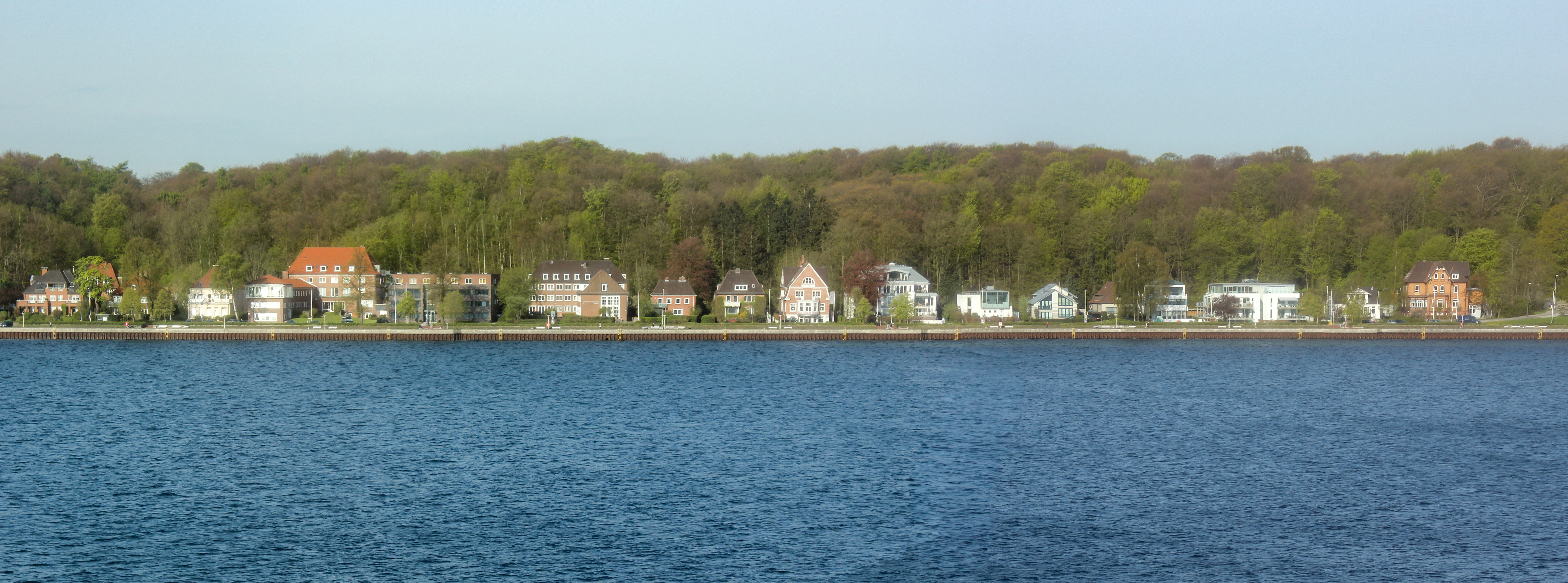
Kiellinie höhe Düsternbrooker Gehölz

Der nördlichste Abschnitt gehörte ursprünglich zum (bis 1893 eigenständigen) Dorf Wik und hieß (bis 1936) Dorfstraße und umfasste die Hausnummern 1 bis 31. Von 1910 bis 1926 wurde von hier an (Tirpitzmole/Orchideenwiese) südwärts das Ufer mit einer Schwergewichtswand befestigt, bis zur Koesterallee unter dem Namen Strandstraße, weiter bis zur Lindenallee und dem Fähranleger Bellevue unter dem Namen Strandweg; bereits 1906 erfolgte von dort bis zum Bernhard-Harms-Weg die Befestigung mittels Spundwand ebenfalls unter dem Namen Strandweg. Bis 1936 wurden die Straßen Koesterallee, Parkstraße und Lindenallee alle bis ans Wasser verlängert. Aus dem Strandweg (Nordende Koesterallee) wurde am 7. April 1933 zu Ehren von Paul von Hindenburg das Hindenburgufer, erst am 30. Januar 1936 wurde auch der Abschnitt nördlich der Koesterallee, die noch Strandstraße und Dorfstraße hießen, in Hindenburgufer umbenannt.
Seit einem Beschluss der Ratsversammlung vom 16. Januar 2014 trägt auch dieser nördliche Teil den Namen Kiellinie; die Umbenennung war nicht unumstritten, CDU und FDP hatten für die Erhaltung des Namens plädiert. Die Straßenschilder des betroffenen Abschnitts sind seitdem mit einem zusätzlichen Schild versehen, auf dem die Bezeichnung Hindenburgufer durchgestrichen ist.
Die Kiellinie beginnt im Süden seit 1972 an der Seeburg an der Kreuzung mit der Straße Düsternbrooker Weg. Anlässlich der Olympischen Spiele 1972 wurde dieser Teil in Kiellinie umbenannt. Die Kiellinie südlich des Bernhard-Harms-Wegs hieß nur von ihrer endgültigen Fertigstellung 1969 bis 1972 Hindenburgufer. Der Großteil dieses Weges ist erst in den Jahren 1940 bis 1969 angelegt worden und hieß bis 1969 Strandweg. Die südlichsten 200 Meter der heutigen Kiellinie (nahe der Kunsthalle) existieren schon seit 1910. Gemeinsam mit dem weiter nach Süden verlaufenden heutigen Düsternbrooker Weg hieß dieser Weg 1947-1969 Strandweg, 1937-1947 Langemarckufer, 1901-1937 Wasserallee.
Nach Süden bis zur (seit 1242 existierenden) Schuhmacherstraße heißt die Straße seit 1906 Wall, 1904-1906 Am Wall, 1856-1904 Damenstraße, 1835-1856 Am Wall.
Weiter nach Süden am Bootshafen entlang heißt die Straße seit 1906 Wall, von 1835 bis 1906 Am Wall.

## Sehenswürdigkeit entlang der Kiellinie
Die Strecke Bellevue-Koesterallee wurde 1926–1929 angelegt. Im Abschnitt Kosterallee-Wiker Dorfstraße stand noch 1930 eine Pappelreihe, gepflanzt vom Kätner Franz Heinrich Wulf (1812–1897) direkt am von Granitblöcken gesäumten Wiker Strand. 1934 wurde wasserseitig der Pappeln die feste Uferstraße mit Schwergewichtswand angelegt.
| Querung                               | Sehenswürdigkeit Gebäude                                                   | Jahr                                    | Geschichte und Name des Weges am Wasser |
| ------------------------------------- | -------------------------------------------------------------------------- | --------------------------------------- | --- |
| Feldstraße/Mercatorstraße             |                                                                            |                                         | |
|                                       |                                                                            | bis 1936                                | Wiker Dorfstraße Nummer 1 – 31 |
|                                       |                                                                            | 1936-2014                               | Hindenburgufer |
|                                       |                                                                            | seit 2014                               | Kiellinie |
|                                       | Tirpitzmole, ab 2021 Oskar-Kusch-Mole                                      |                                         | |
|                                       | Orchideenwiese                                                             |                                         | Grünfläche |
|                                       | Promenade                                                                  | 1910                                    | erbaut mit Schwergewichtswand |
|                                       |                                                                            | 1910–1936                               | Strandstraße |
| Koesterallee                          |                                                                            | seit 1936                               | bis zum Wasser verlängert |
|                                       | Gustav-Garbe-Brücke                                                        | 1930–1933 / ab 2015                     | Sporthafen Wik |
| Parkstraße                            |                                                                            | seit 1933                               | bis zum Wasser verlängert |
| Hirschfeldblick                       |                                                                            | seit 1993                               | Treppenanlage/Serpentinenweg, "Hangweg Bismarckallee/Hindenburgufer", 1954 asphaltiert |
|                                       | Grammerstorf-Brücke                                                        | seit vor 1963                           | private Seebrücke |
|                                       | Seebadeanstalt Düsternbrook (1935 erbaut; 1972 verkleinert)                |                                         | |
|                                       | Seesoldaten-Ehrenmal                                                       | seit nach 1918                          | |
| Lindenallee                           |                                                                            | seit 1880                               | |
|                                       | Bellevue-Brücke, Fähranleger                                               | seit vor 1900                           | |
|                                       | Kiellinie 93                                                               | vor 1905                                | Villa Seeblick Privatschule Düsternbrook |
|                                       |                                                                            | 1980                                    | Promenade deutlich verbreitert |
|                                       |                                                                            | 2015                                    | Benennung der Promenade in Berthold-Beitz-Ufer |
| Carl-Loewe-Weg                        |                                                                            | 1905                                    | angelegt |
|                                       | Kiellinie 71                                                               | seit etwa 1950 1914 1904                | Corps Saxonia Gebäude stark umgebaut Gebäude erbaut |
|                                       | Kiellinie 70                                                               | seit 1920 bis 1920                      | Kieler Yacht-Club Maschinenhaus der Kruppschen Seebadeanstalt |
|                                       | Sporthafen Düsternbrook Becken 4                                           | 1971                                    | erbaut |
|                                       |                                                                            | 2007                                    | Promenade erneuert |
|                                       | Sporthafen Düsternbrook Becken 2 und 3                                     | 1926                                    | erbaut |
|                                       | Sporthafen Düsternbrook Becken 1                                           | 1959                                    | erbaut |
|                                       | Krupp-Denkmal                                                              | 1903/1904 bis nach 1910                 | von Wilhelm Haverkamp enthüllt am 22. Juni 1904 Inschrift Alfred Krupp |
|                                       | Kiellinie 66 Düsternbrooker Weg 120-122                                    | seit 1920 1900/1901–1920                | Institut für Weltwirtschaft Kruppsches Logierhaus |
|                                       | Düsternbrooker Weg 110–114                                                 | 1914–1918 bis 1914                      | Lazarett Kaiserlicher Yacht-Club Gebäude existiert nicht mehr |
|                                       | Kruppsche Seebadeanstalt                                                   | 1868–1920                               | |
| Bernhard-Harms-Weg Zum Hindenburgufer |                                                                            | seit 1947 1936–1947                     | |
|                                       | Blücherbrücke                                                              | 1959                                    | gebaut |
|                                       | Adalbertbrücke (abgerissen)                                                | vor 1913 bis nach 1958                  | [ 25 ] [ 26 ] |
|                                       |                                                                            | 1940                                    | Promenade erbaut |
|                                       |                                                                            | 1998                                    | Promenade erneuert |
| Arwed-Emminghaus-Weg                  |                                                                            | seit 2014                               | |
|                                       | Wasserschutzpolizei                                                        |                                         | |
|                                       | Landeshaus Kiel Marinestation der Ostsee Marineakademie und -schule (Kiel) | seit 1950 1910–1950 1888–1910 1878–1888 | erbaut |
|                                       | Alte Seebadeanstalt Düsternbrook                                           | 1822–1866                               | 1821/1822 errichtet von Axel Bundsen östlich/unterhalb der Krusenkoppel in der Art eines griechischen Tempels errichtet, Klaus Groth lernte hier 1853 seine Frau Doris Finke kennen 1865/1866 von der preußischen Marine abgerissen Hier existierte 1866–1878 eine Flottenstation, Marinedepot und Werft. |
|                                       |                                                                            | 1960                                    | Promenade erbaut |
|                                       |                                                                            | 1995                                    | Promenade erneuert |
| Reventlouallee                        |                                                                            | 1873                                    | erbaut |
|                                       | Reventlou-Brücke, Fähranleger                                              | 2014 1964 vor 1964                      | erneuert Holz-Konstruktion |
|                                       | Reventlouwiese                                                             |                                         | |
|                                       | Camp 24/7                                                                  |                                         | |
|                                       |                                                                            | 1969                                    | Promenade erbaut |
|                                       | GEOMAR, Aquarium, Seehundbecken                                            | 1970                                    | |
|                                       | Seeburg (Kiel)                                                             | Neubau 1907, Neubau 1783                | |
|                                       | Sporthafen Seeburg                                                         | 1910                                    | erbaut |
|                                       | Fußgängerbrücke Kiellinie – Schlossgarten                                  | 1971/1972                               | erbaut |
| Düsternbrooker Weg                    |                                                                            | 1969                                    | nach Süden verlängert |